# KFC Itegem

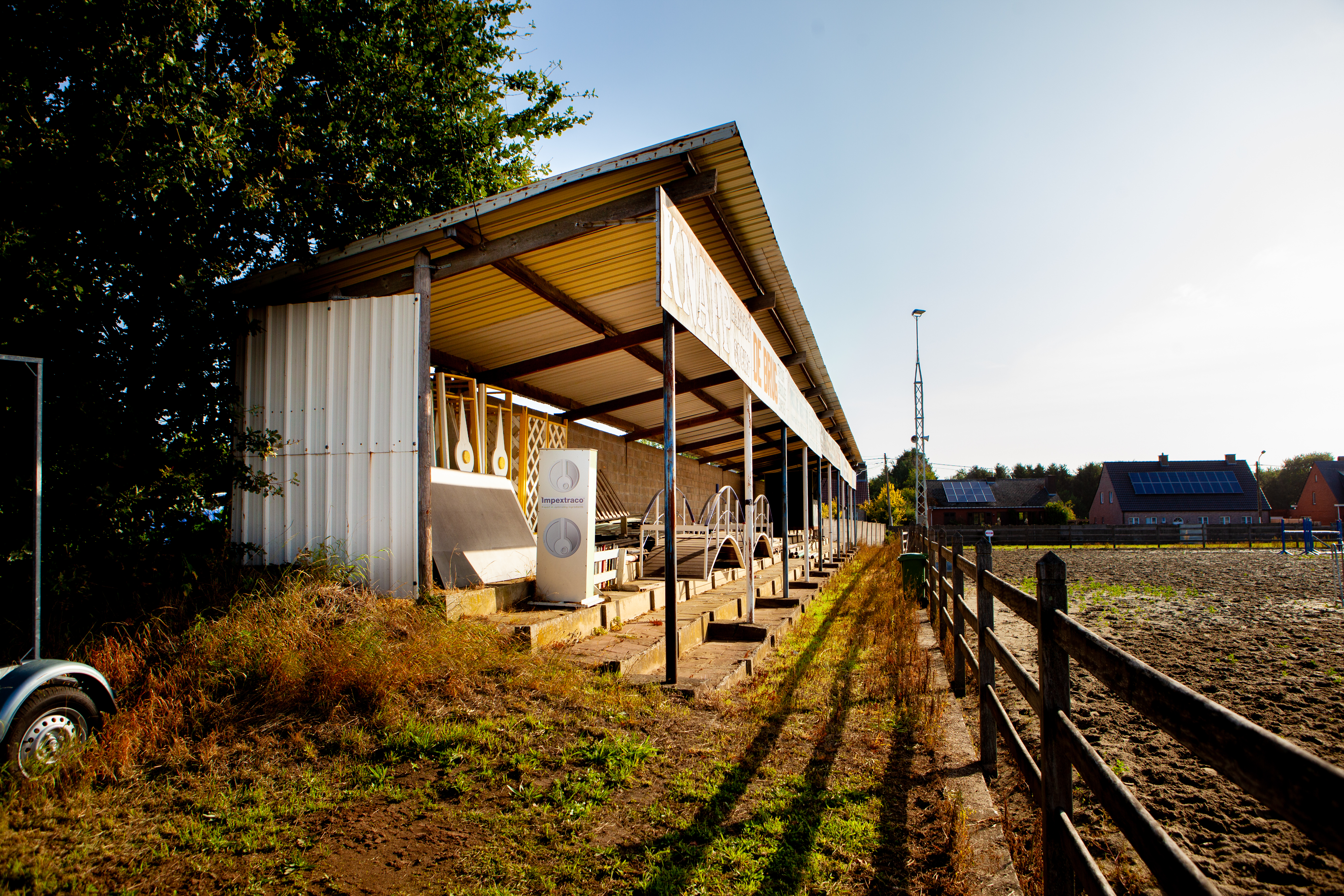
Het voormalige stadion van KFC Itegem doet nu dienst als LRV-terrein, hier gefotografeerd in 2019.

KFC Itegem was een Belgische voetbalclub uit het Itegem. De club was aangesloten bij de KBVB met stamnummer 2151 en had blauw en wit als kleuren.

## Geschiedenis
De club werd opgericht als FC Itegem in 1934 en sloot zich aan bij de Belgische Voetbalbond. Men ging in de provinciale reeksen spelen. Aanvankelijk speelde men op een terrein op de Molenheide, daarna aan de Herenthoutsesteenweg, en ten slotte vanaf 1939 aan de Hooiweg.
In 1969 bereikte de club voor het eerst de nationale reeksen, maar het verblijf in Vierde Klasse was van korte duur. Itegem werd op ruime achterstand voorlaatste in zijn reeks en zakte terug naar de provinciale reeksen in 1970.
De volgende decennia bleef men in de hoogste twee provinciale reeksen spelen, tot men na twee opeenvolgende degradaties in 1996 en 1997 men wegzakte tot in Vierde Provinciale, het laagste niveau. De volgende jaren speelde men nog in Derde en Vierde Provinciale, tot KFC Itegem wegens financiële problemen aan het einde van het seizoen 2012/13 ophield te bestaan.